# تپه چغازاغه ۱
تپه چغازاغه ۱ مربوط به دوره ساسانیان - سده‌های میانه دوران‌های تاریخی پس از اسلام است و در شهرستان ازنا، بخش مرکزی، دهستان پاچه لک غربی، ۱/۸ کیلومتری شمال غربی روستای متروکه جوی آسیاب واقع شده و این اثر در تاریخ ۷ اسفند ۱۳۸۶ با شمارهٔ ثبت ۲۱۳۴۷ به‌عنوان یکی از آثار ملی ایران به ثبت رسیده است.